# Brachymenium coorgense
Brachymenium coorgense là một loài Rêu trong họ Bryaceae. Loài này được (Broth.) Paris mô tả khoa học đầu tiên năm 1900.